# Crono delle Nazioni 2022
La Crono delle Nazioni 2022, quarantesima edizione della corsa, valida come evento dell'UCI Europe Tour 2022 categoria 1.1, si è svolta il 16 ottobre 2022 su un percorso di 45,4 km, con partenza ed arrivo a Les Herbiers. La vittoria è andata allo svizzero Stefan Küng, il quale ha completato il percorso in 55'02", alla media di 50,965 km/h, precedendo il norvegese Tobias Foss e l'italiano Matteo Sobrero.
Tutti e 29 i ciclisti partiti hanno portato a termine la competizione.

## Classifica (Top 10)
| Pos. | Corridore          | Squadra       | Tempo   |
| ---- | ------------------ | ------------- | ------- |
| 1    | Stefan Küng        | Groupama      | 53'29"  |
| 2    | Tobias Foss        | Jumbo         | a 2"    |
| 3    | Matteo Sobrero     | BikeExchange  | a 11"   |
| 4    | Martin Toft Madsen | BHS           | a 33"   |
| 5    | Bruno Armirail     | Groupama      | a 50"   |
| 6    | Pierre Latour      | TotalEnergies | a 56"   |
| 7    | Stefan Bissegger   | EF            | a 1'04" |
| 8    | Frederik Muff      | ColoQuick     | a 1'18" |
| 9    | Anthony Delaplace  | Arkéa         | a 1'36" |
| 10   | Stéphane Rossetto  | St Michel     | a 1'48" |